# 이스 IV: 더 던 오브 이스
《이스 IV: 더 던 오브 이스》(Ys IV: The Dawn of Ys)는 허드슨 소프트가 제작한 PC 엔진 CD용 액션 롤플레잉 게임이다. 이스 시리즈의 네번째 작품으로, 개발인원 부족에 시달리던 니혼 팔콤이 허드슨에 발주해 개발된 게임이다.
1993년에 발매된 《더 던 오브 이스》는 '이스 IV'를 제목에 단 두 개의 게임 중 하나로, 다른 하나 톤킨 하우스가 제작한 슈퍼 패미컴용 《이스 IV: 마스크 오브 더 선》이 있다. 두 작품 모두 니혼 팔콤이 제공한 구상안에 기반하고 있으나, 허드슨 소프트가 개발 중에 좀 더 많은 수정을 가하면서 별도의 게임이 됐다.